# Фергюсон, Патрик
Патрик Фергюсон (англ. Patrick Ferguson; 4 июня 1744 — 7 октября 1780) — офицер британской армии шотландского происхождения, сторонник применения лёгкой пехоты и изобретатель винтовки Фергюсона. Известен в основном службой в армии генерала Корнуоллиса во время сражений на Южном театре Войны за независимость США. Фергюсон успешно вербовал в армию лоялистов и погиб в сражении между американскими ополченцами и лоялистами  при Кингс-Маунтин.

## Ранние годы
Патрик Фергюсон родился в Абердиншире, в Питфуре, в семье адвоката Джеймса Фергюсона из Питфура (с 1764 года - лорда Питфура) и его жены Энн Мюррей, сестре лорда Элибенка. Родители познакомили его с деятелями Шотландского просвещения, в том числе с Дэвидом Юмом.  

## Семилетняя война
Под влиянием своего дяди, Джеймса Мюррея, Патрик избрал карьеру военного, вступил в кавалерийский полк Scots Greys и в годы Семилетней войны сражался в Германии, но вскоре вернулся домой из-за болезни ног. Когда он выздоровел, война уже завершилась, и он присоединился к полку для гарнизонной службы. В 1768 году он купил патент капитана и стал командовать ротой 70-го пехотного полка, полковником которого был его родственник Александр Джонстон. С этим полком он отправился в Вест-Индию, но в 1772 году проблемы с ногами снова заставили его вернуться в Шотландию. Там он принял участие в тренировке лёгкой пехоты, чем обратил на себя внимание генерала Хау. В те же годы он изобрёл кремнёвую казнозарядную винтовку на основе ружья, запатентованного Исааком де Шометтом в 1721 году.